# Stade tunisien (basket-ball)
Le Stade tunisien est un club tunisien de basket-ball féminin fondé en 1948 et basé au Bardo.

## Palmarès

### Palmarès national
- Championnat de Tunisie (8) : 1986, 1987, 1988, 1989, 1991, 1994, 2000, 2020
- Coupe de Tunisie (9) : 1982, 1985, 1989, 1991, 1994, 1995, 1996, 2000, 2001

### Palmarès international
- Coupe d’Afrique des clubs champions (1) : 1995
- Coupe arabe des clubs champions (4) :
  - Vainqueur : 1990, 1991, 1995, 1997
  - Finaliste : 1996